# Домінік Лі Падвілл Горі

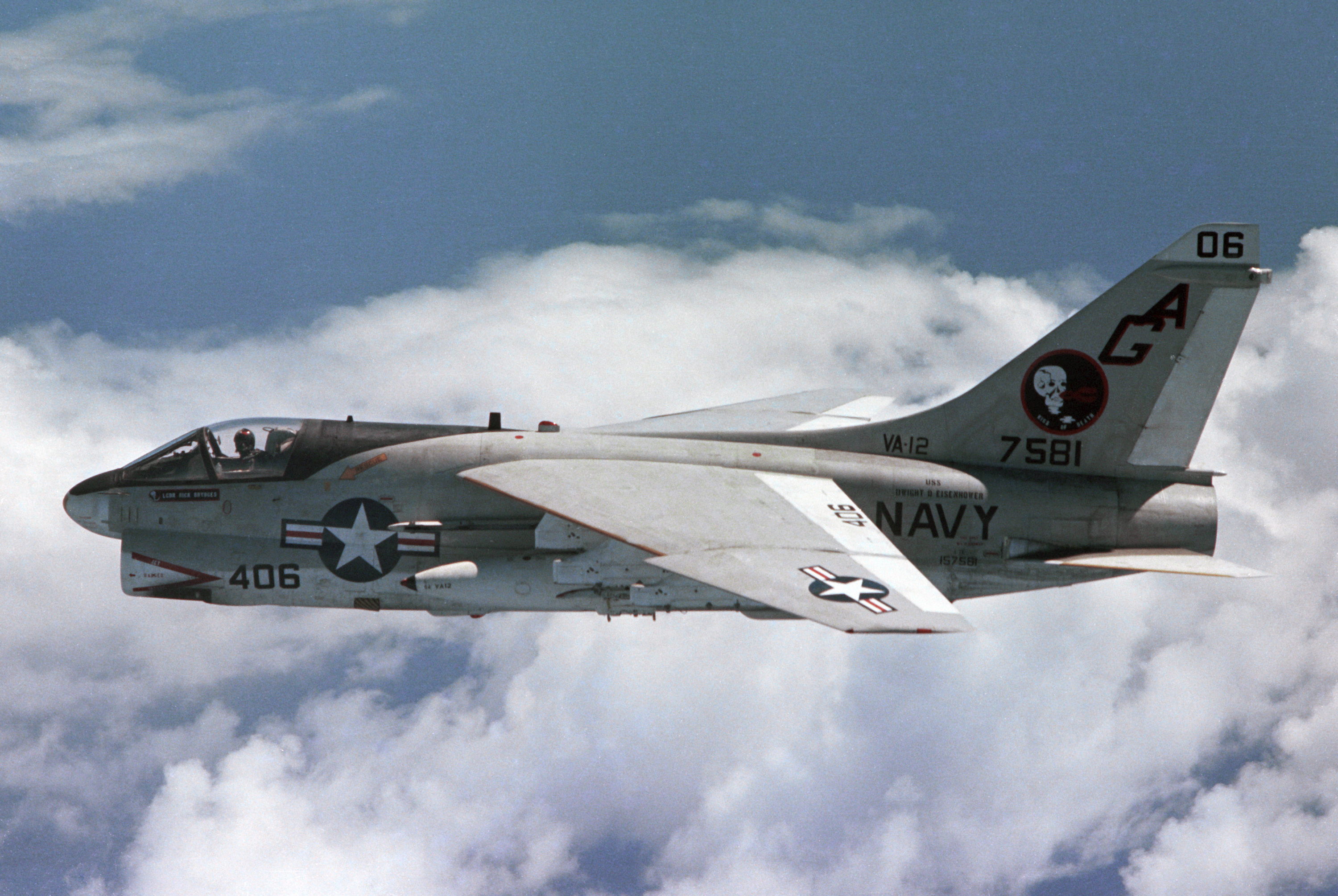
Літак А-7 в польоті.

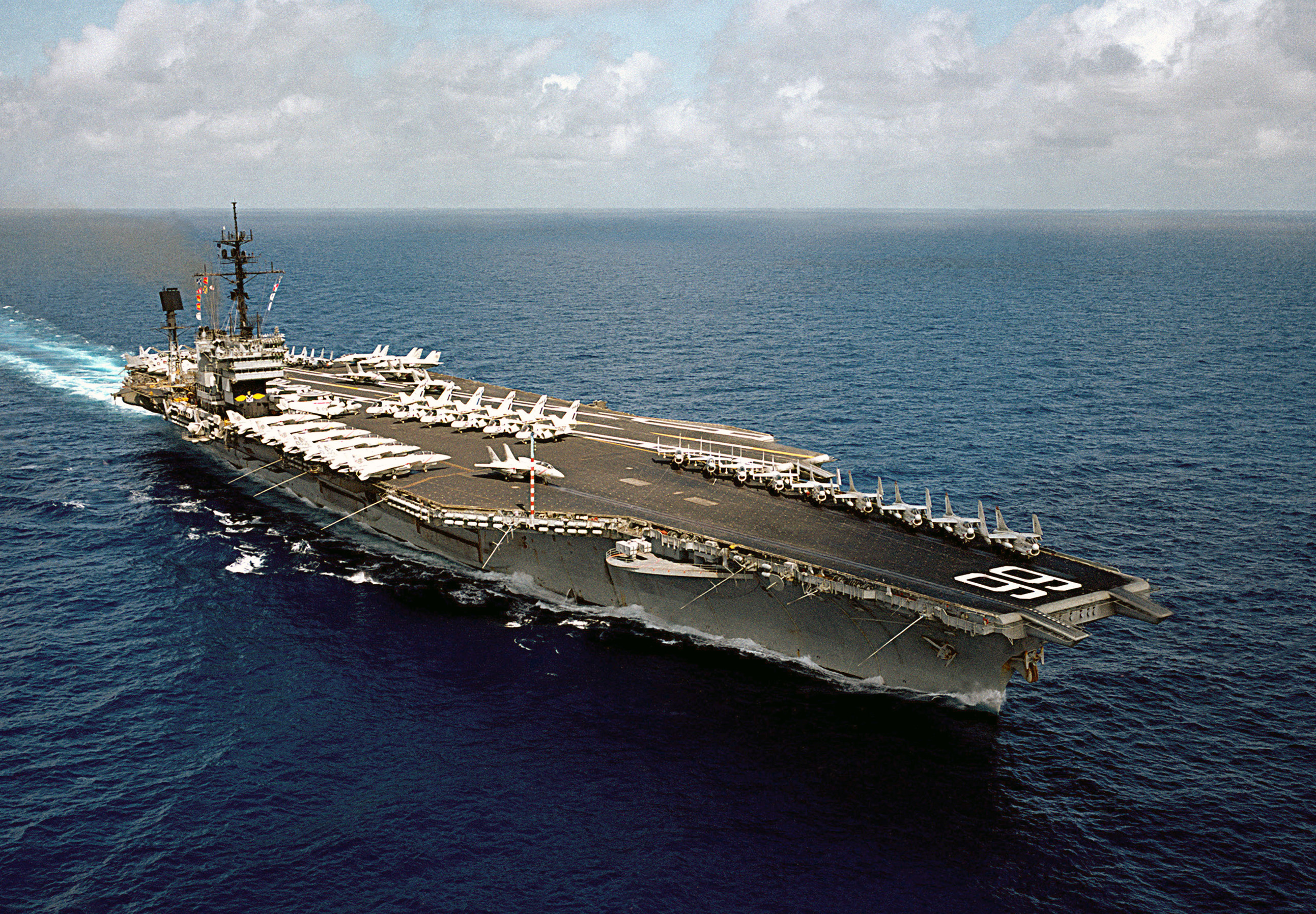
Авіаносець «Америка».

Домінік Лі Падвілл Горі (англ. Dominic Lee Pudwill Gowrie; нар. 2 травня 1957, Лейк-Чарлз) — астронавт НАСА. Здійснив чотири космічні польоти на шаттлах: STS-91(1998, «Діскавері»), STS-99 (2000, «Індевор»), STS-108 (2001, «Індевор») і STS-123 (2008, «Індевор»), Капітан 1-го рангу ВМС США.

## Особисті дані та освіта

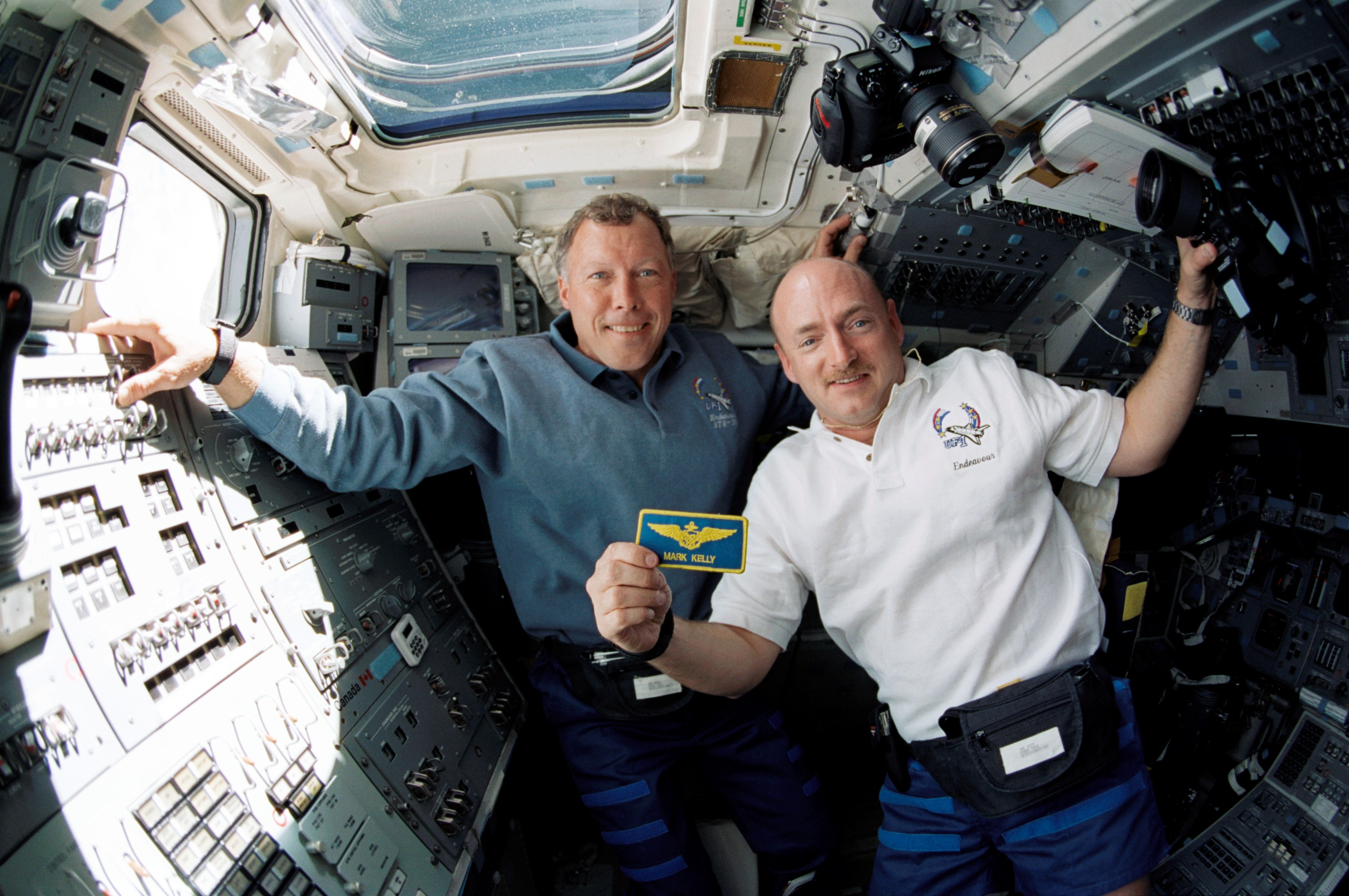
STS-108: Горі зліва.

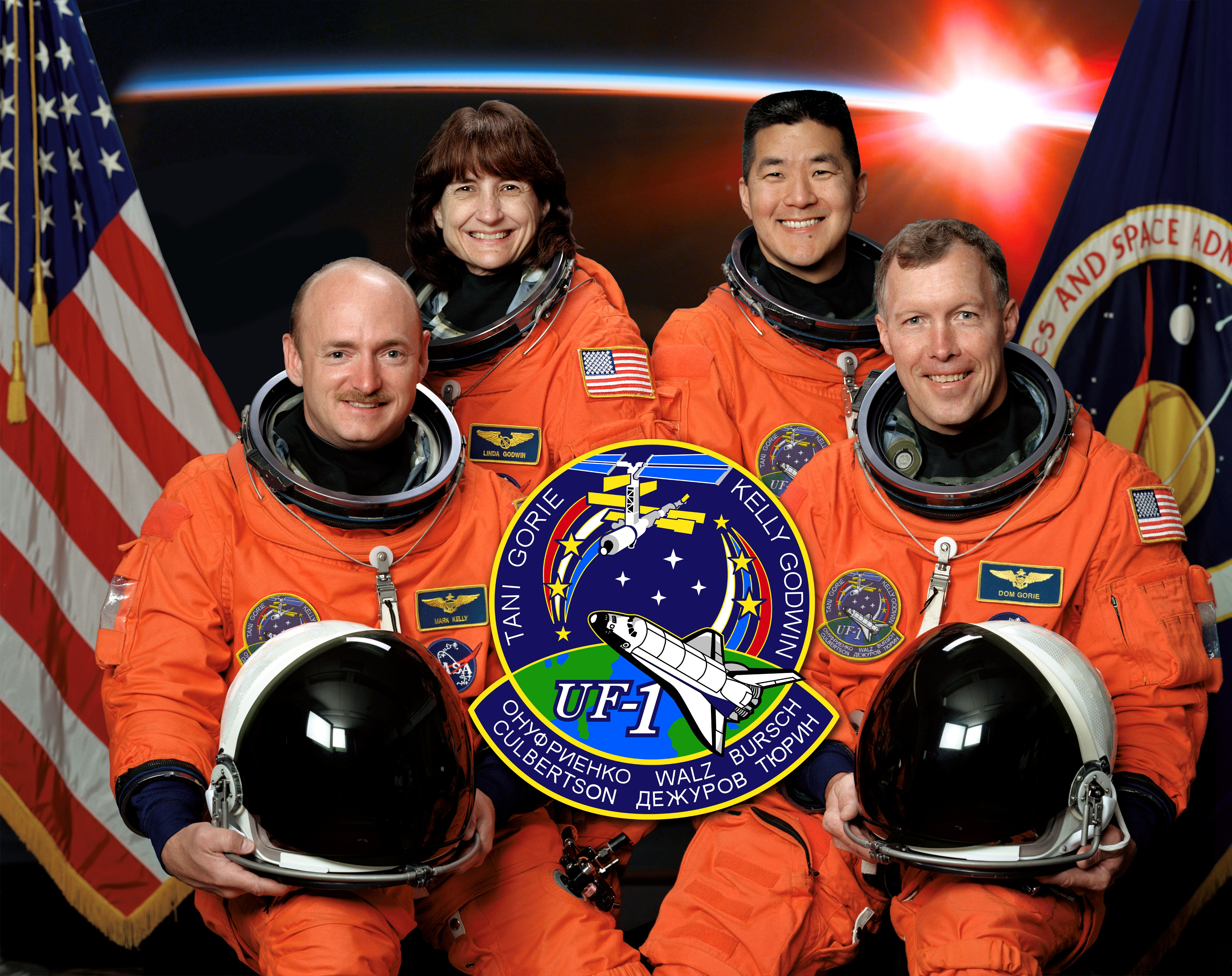
Екіпаж STS-108:(Зліва-направо): Келлі, Годвін, Тані, Горі

Домінік Горі народився 2 травня 1957 року в місті Лейк-Чарлз, штат Луїзіана. У 1975 році закінчив середню школу в Маямі, штат Флорида. в 1979 році отримав ступінь бакалавр а наук в галузі морської техніки в Військово-морської Академії США, в місті Аннаполіс, штат Меріленд . У 1990 році отримав ступінь магістра в області авіаційних систем в Університеті штату Теннессі.
Одружений з Венді Лу Вільямс з міста Мідленд, штат Техас. У них двоє дітей: дочка — Кімберлі Лаура (нар. 25 червня 1987) і син — Ендрю Пол (нар. 20 листопада 1989). Він любить лижі, походи, їзду на велосипеді, гольф і сімейні заходів. Його мати, Ширлі Падвілл, проживає в місті Касселберрі, штат Флорида. Його вітчим, Вільям Горі, проживає в Палм-Сіті, штат Флорида. Його батько, Павло Падвілл, помер.

## До НАСА
Горі став військово-морським льотчиком в 1981 році. З 1981 по 1983 роки служив на борту авіаносця «Америка», літав на літаках А-7 Corsair. Потім, до 1986 року служив на борту авіаносця «Корал Сі», літав на літаках F / A-18 Hornet. У 1987 році був направлений у Військово-морську школу льотчиків, став льотчиком-випробувачем і був направлений у військово-морський випробувальний Центр «Аїр», де служив з 1988 по 1990 рік. Потім, до 1992 року, служив на авіаносці "Т. Рузвельт ". Брав участь в Операції «Буря в пустелі», скоїв 38 бойових вильотів в Іраку. У 1992 році отримав наказ Космічного командування США про переведення в Колорадо-Спрінгс на два роки, де продовжував літати на літаках F / A-18. У 1994 році дізнався про запрошення в НАСА. Горі має понад 4 700 годин нальоту на більш ніж 30 різних типах літаків і здійснив понад 600 посадок на палуби авіаносців.

## Польоти у космос
- Перший політ — STS-91, шаттл «Діскавері». З 2 по 12 червня 1998 року як «пілот корабля». STS-91 став останнім польотом шатлу до орбітального комплексу «Мир» за програмою «Світ — Шаттл». Крім проведення дев'ятого та останнього стикування шаттла з російським орбітальним комплексом, програма польоту STS-91 передбачала доставку і повернення вантажів, виконання різних експериментів. Вантажний відсік «Діскавері» був компонований не так, як зазвичай. У його передній частині була встановлена зовнішня шлюзова камера, на верху якої розміщувалася стикувальна система шаттла ODS зі стикувальним агрегатом типу АПАС. За шлюзовою камерою був встановлений тунельний адаптер з люком для виходу у відкритий космос. Від нього в напрямку до одинарного модулю «Спейсгаб» SM йшов перехідний тунель. В декількох попередніх польотах використовувався подвійний модуль «Спейсгаб», але цього разу він би не вмістився, тому що за модулем в вантажному відсіку була встановлена поперечна ферма, на якій розміщався спектрометр AMS. Тривалість польоту склала 9 діб 19 годин 55 хвилин.
- Другий політ — STS-99, шаттл «Індевор». З 11 по 22 лютого 2000 року як «пілот корабля». Головним завданням польоту STS-99 було виконання програми Радіолокаційна топографічна місія шаттла або SRTM (англ. Shuttle Radar Topography Mission) — радарної топографічної зйомки поверхні Землі. Саме тому созаказчікамі польоту «Управління Наук Про Землю» (НАСА) і «Національне Картографічне Агентство Міністерства Оборони США». Отримана завдяки зйомці інформація призначена для використання в наукових і цивільних додатках (проте, в першу чергу в інтересах військових). Крім НАСА і МО США, в проекті брали участь Німецький аерокосмічний центр та Італійське космічне агентство. Тривалість польоту склала 15 діб 16 годин 34 хвилини.
- Третій політ STS-108, космічного човника «Індевор». З 5 по 17 грудня 2001 року як «пілот корабля». Мета польоту — продовження збірки Міжнародної космічної станції. Індевор стартував з Космічного центру Кеннеді у штаті Флорида. Основне завдання — змінити екіпажі довгострокової експедиції до міжнародної космічної станції (МКС) і доставка витратних матеріалів. У програмі розгортання МКС політ STS-108 мав позначення ISS-UF-01 (від англ. International Space Station Utilization Flight-1 — «експлуатаційний політ») — і це перший плановий політ з постачання МКС. 10 грудня астронавти Лінда Годвін і Деніел Тані здійснили вихід у відкритий космос. Була проведена установка теплоізолюючого покриття на приводи сонячних батарей секції P6. Тривалість польоту склала 11 діб 19 годин 36 хвилин.
- Четвертий політ STS-123, космічного човника «Індевор». З 11 по 27 березня 2008 року як «пілот корабля». Продовження збірки Міжнародної космічної станції. Під час польоту виконав три виходи у відкритий космос. У 4 години 18 хвилин по Москві (1:18 GMT) 14 березня Річард Ліннехан і Гаррет Рейзман здійснили перший вихід у відкритий космічний простір. У ході роботи за бортом станції астронавти підготували модуль «Кібо» до вилучення з вантажного відсіку «Індевора» і установили його за допомогою маніпулятора корабля на модуль «Хармоні», виконали перший етап збірки робота-маніпулятора «Декстр». Тривалість роботи у відкритому космосі склала 7 годин 01 хвилину. Другий вихід в космос відбувся 16 березня — під час виходу астронавти завершили роботи з монтажу канадського робота-маніпулятора Декстр. Час робіт у відкритому космосі склало 6 годин 55 хвилин. Третій вихід у відкритий космос почався 18 березня в 1 годину 51 хвилину московського часу (22:51 GMT 17 березня) і тривав 6 годин 53 хвилини. Протягом цього періоду астронавти змонтували на модулі «Дестіні» спеціальну платформу і на неї встановили робот-маніпулятор «Декстр». Тривалість польоту склала 15 діб 18 годин 11 хвилин.

## Джерело
- Офіційна біографія НАСА [Архівовано 23 листопада 2013 у Wayback Machine.](англ.)